# Elisabeth Eleonore von Braunschweig-Wolfenbüttel

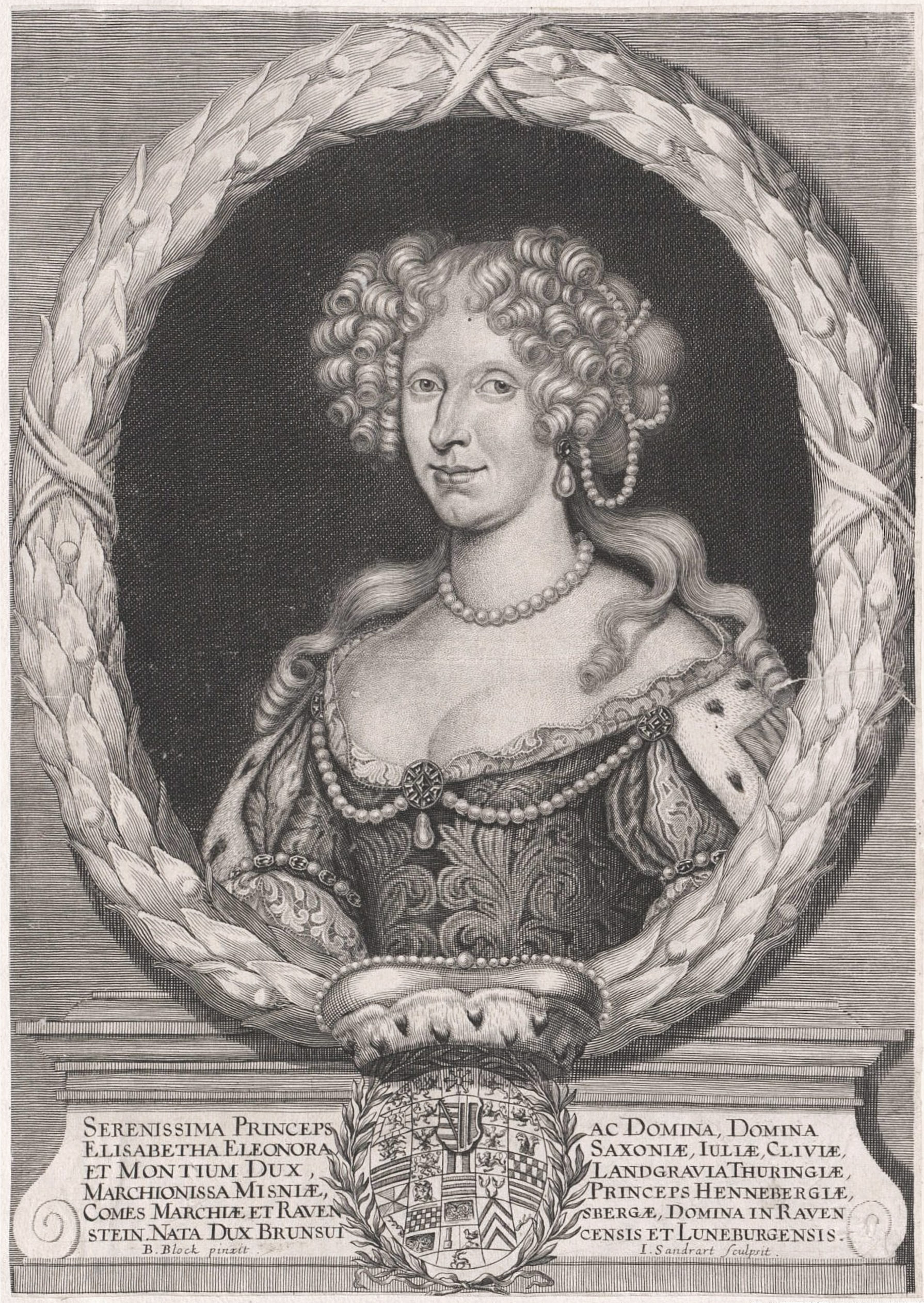
Elisabeth Eleonore von Braunschweig-Wolfenbüttel

Elisabeth Eleonore von Braunschweig-Wolfenbüttel (* 30. September 1658 in Wolfenbüttel; † 15. März 1729 in Meiningen) war die älteste Tochter des Herzog Anton Ulrich von Braunschweig-Wolfenbüttel und dessen Frau Juliane von Holstein-Norburg.

## Leben
Elisabeth Eleonore heiratete zunächst am 2. Februar 1675 in Wolfenbüttel den Herzog Johann Georg von Mecklenburg, doch starb dieser bereits fünf Monate später. Am 25. Januar 1681 heiratete sie auf Schloss Schöningen schließlich Herzog Bernhard I. von Sachsen-Meiningen. Obwohl sie sein Interesse für Alchemie und die verschwenderische Vorliebe für das Militärwesen nicht teilte, wurde die Ehe als glücklich beschrieben.
Die äußerst musische Tochter des Schriftstellers Anton Ulrich förderte die Neigungen ihres Mannes zu Musik und Literatur erheblich. Nach dessen Tod stellte sie sich, unter Umgehung des Testaments ihres Mannes, auf die Seite ihres Stiefsohns Ernst Ludwig I. mit seinem Minister von Wolzogen in dessen Bestreben nach Alleinherrschaft. Sie ist so mitverantwortlich für den darauf folgenden 30 Jahre andauernden Bruderzwist im Hause Sachsen-Meiningen, in dem sie sich nie zu ihrem leiblichen Sohn Anton Ulrich bekannte, dessen morganatischer bürgerlicher Gemahlin Philippine Elisabeth Cäsar sie mit Kälte begegnete.
Dass Meiningen unter Ernst Ludwig I. zu einem Zentrum der Musikpflege wurde, ist maßgeblich auf sie zurückzuführen. Durch den Familienstreit zog sich Elisabeth Eleonore immer mehr zurück, beschäftigte sich mit religiösen Themen und verfasste einige Kirchenlieder.
Das Meininger Residenzschloss Elisabethenburg ist ihr zu Ehren benannt.

## Nachkommen
Sie war mit Bernhard die Mutter folgender Kinder:
- Elisabeth Ernestine (1681–1766), Äbtissin von Gandersheim 1713
- Wilhelmine Luise (1686–1753) – verheiratet mit Herzog Karl von Württemberg-Bernstadt (1682–1745)
- Anton Ulrich (1687–1763)